# Root, Luzern
Root är en ort och kommun i distriktet Luzern-Land i kantonen Luzern, Schweiz. Kommunen har 5 727 invånare (2023).
I kommunen finns ett pappersbruk, Perlen Papier, som är den största tillverkaren i Schweiz av tidnings- och journalpapper.